# Arabsat
Die Arab Satellite Communications Organization, kurz Arabsat, ist ein arabischer Anbieter von Satellitenkommunikationsdiensten. Das Unternehmen wurde 1976 von den Mitgliedstaaten der Arabischen Liga gegründet und hat seinen Sitz in Riad, Saudi-Arabien.
Arabsat ist gleichzeitig die Bezeichnung der einzelnen geostationären Kommunikationssatelliten. Die neuen Satelliten wurden umbenannt und heißen BADR.

## Zweck
Die Arabsat-Satelliten dienen vor allem dem Direktempfang von Hörfunk- und Fernsehsignalen in arabischer Sprache. 

## Die Satelliten
Die Satelliten wurden grundsätzlich von der Firma Arabsat in Auftrag gegeben. Aufgrund der steigenden Nachfrage nach Übertragungskapazitäten wurden jedoch auch schon im All befindliche Satelliten anderer Firmen geleast oder übernommen. 
Am 28. Februar 2006 wurde BADR-1, vormals auch Arabsat-4A, mit einer Trägerrakete vom Typ Proton-M vom Weltraumbahnhof Baikonur in Kasachstan ins All befördert. Durch eine Fehlfunktion der Oberstufe der Proton-Rakete erreichte Arabsat-4A jedoch nicht seine vorgesehene Umlaufbahn und wurde am 24. März 2006 durch ein Bremsmanöver in die Erdatmosphäre gebracht, wo er planmäßig verglühte. 
Stand der Listen: 28. Mai 2023

### Ehemalige Satelliten
| Satellit   | Andere Bez.                                          | NSSDC ID  | Startdatum (UTC)  | Trägerrakete            | Startplatz  | Position  | Anmerkungen                                         |
| ---------- | ---------------------------------------------------- | --------- | ----------------- | ----------------------- | ----------- | --------- | --------------------------------------------------- |
| Arabsat-1A |                                                      | 1985-015A | 8. Februar 1985   | Ariane 3                | CSG, ELA-1  | 19° Ost   | bis 1991 in Betrieb                                 |
| Arabsat-1B |                                                      | 1985-048C | 18. Juni 1985     | Space Shuttle Discovery | KSC, LC-39A | 26° Ost   | bis 1992 in Betrieb                                 |
| Arabsat-1C | später Insat-2R und Insat-2DT                        | 1992-010B | 26. Februar 1992  | Ariane 44L              | CSG, ELA-2  | 31° Ost   | 1994 von Insat übernommen                           |
| Arabsat-1D | vormals Anik D2 und Satcom 4R                        | 1984-113B | 8. November 1984  | Space Shuttle Discovery | KSC, LC-39A |           | 1993 von Telesat Canada übernommen                  |
| Arabsat 2A |                                                      | 1996-040A | 9. Juli 1996      | Ariane 44L              | CSG, ELA-2  | 26° Ost   | nicht mehr in Betrieb                               |
| Arabsat 2B |                                                      | 1996-063A | 13. November 1996 | Ariane 44L              | CSG, ELA-2  | 30,5° Ost | nicht mehr in Betrieb                               |
| BADR-C     | vormals Arabsat-2C und Panamsat 5, später Intelsat 5 | 1997-046A | 28. August 1997   | Proton-K                | Baikonur    | 26° Ost   | von PanAmSat geleast, nicht mehr in Betrieb         |
| BADR-2     | vormals Arabsat-2D, Eurobird 2, Hot Bird 5           | 1998-057A | 9. Oktober 1998   | Atlas 2A                | CCAFS       | 26° Ost   | ab 2002 von Eutelsat geleast, nicht mehr in Betrieb |
| BADR-3     | vormals Arabsat-3A, Arabsat-2BSS                     | 1999-009A | 26. Februar 1999  | Ariane 44L              | CSG, ELA-2  | 30,5° Ost | nicht mehr in Betrieb                               |
| BADR-1     | vormals Arabsat-4A                                   | 2006-006A | 28. Februar 2006  | Proton-M                | Baikonur    |           | nahm Betrieb nie auf                                |
| BADR-6     | vormals Arabsat-4C                                   | 2008-034B | 7. Juli 2008      | Ariane 5 ECA            | CSG, ELA-2  | 26° Ost   | Ausfall am 6. Februar 2023                          |

### Aktive Satelliten
| Satellit   | Andere Bez. | NSSDC ID  | Startdatum (UTC)   | Trägerrakete     | Startplatz      | Position  | Anmerkungen                               |
| ---------- | ----------- | --------- | ------------------ | ---------------- | --------------- | --------- | ----------------------------------------- |
| Arabsat-5C |             | 2011-049A | 21. September 2011 | Ariane 5 ECA     | CSG, ELA-3      | 20° Ost   |                                           |
| BADR-4     | Arabsat-4B  | 2006-051A | 8. November 2006   | Proton-M/Bris-M  | Baikonur 200/39 | 26° Ost   | erwartete Lebensdauer bereits übertroffen |
| BADR-5     | Arabsat-5B  | 2010-025A | 3. Juni 2010       | Proton-M/Bris-M  | Baikonur 200/39 | 26° Ost   |                                           |
| BADR-7     | Arabsat-6B  | 2015-065B | 10. November 2015  | Ariane 5 ECA     | CSG, ELA-3      | 26° Ost   |                                           |
| BADR-8     | Arabsat-7B  | 2023-075A | 27. Mai 2023       | Falcon 9 Block 5 | CCSFS, SLC-40   | 26° Ost   | Testphase                                 |
| Arabsat-5A |             | 2010-032B | 26. Juni 2010      | Ariane 5 ECA     | CSG, ELA-3      | 30,5° Ost |                                           |
| Arabsat-6A |             | 2019-021A | 11. April 2019     | Falcon Heavy     | KSC, LC-39A     | 30,5° Ost |                                           |

### Geplante Satelliten
| Satellit   | Andere Bez. | Startdatum     | Trägerrakete     | Startplatz | Position  | Anmerkungen |
| ---------- | ----------- | -------------- | ---------------- | ---------- | --------- | ----------- |
| Arabsat-7A |             | 2026 (geplant) | Falcon 9 Block 5 | Florida    | 30,5° Ost |             |